# Eutrichota texana
Eutrichota texana este o specie de muște din genul Eutrichota, familia Anthomyiidae, descrisă de Griffiths în anul 1984. Conform Catalogue of Life specia Eutrichota texana nu are subspecii cunoscute.